# رصدخانه ملی هنر خام
رصدخانه ملی هنر خام (به ایتالیایی: Università degli Studi di Verona) یک دانشگاه در ایتالیا است که در ورونا واقع شده‌است.